# Bischofssekretär
Als Bischofssekretär wird in der römisch-katholischen Kirche der persönliche Sekretär eines Bischofs bezeichnet, der ihn als Assistent bei den Verwaltungsaufgaben seiner Diözese unterstützt.
Als Sekretär wird meist ein Priester ausgewählt, jedoch sind in manchen Bistümern auch Laien eingesetzt. Neben der Tätigkeit im Büro gilt er auch als persönlicher Vertrauter eines Bischofs und begleitet ihn auf Reisen. Oftmals hat er eine Dienstwohnung in der bischöflichen Residenz.
In Liturgiefeiern übernimmt er oft das Amt des Zeremoniars und ist für die Anreichung der Pontifikalien zuständig. In der Liturgie trägt der Bischofssekretär meist einen Talar mit Rochett, oft auch eine schwarze Mozetta.